# Phlegetonia stictoprocta
Phlegetonia stictoprocta là một loài bướm đêm trong họ Noctuidae.